# 袁名器
袁名器，湖南宁乡人，清朝政治人物。举人出身。
乾隆二十二年十一月，擔任清朝廣東省潮州府豐順縣知縣。后由吳蘭谷接任。